# Polgármester-választások Nyáregyházán
1990 és 2019 között nyolc polgármester-választást tartottak Nyáregyházán.
A nyolc választás során három polgármester nyerte el a választók többségének bizalmát. 2010 óta Mészáros Sándor áll a Pest megyei település élén.
A győztes jelöltek jellemzően valamelyik nagy országos párt támogatásával indultak a választásokon. A részvételi hajlandóság igen nagy eltéréseket mutat, volt 30% alatt és 50% fölött is.

## Háttér
A három és félezer fős település Pest vármegyében található. A 20. század nagyobb részében a Monori járáshoz tartozott, közvetlenül a rendszerváltás előtti években a Monori nagyközségkörnyékhez. 1994 és 2014 a Monori kistérség tagja, majd a kistérségek megszűnése után az újra létrejövő Monori járás része.
1950-ben az addig Nyáregyházához tartozó területekből jött létre Csévharaszt település.
1972 és 1990 között a szomszédos nagyközséggel, Pilissel együtt alkotott közös tanácsot. A tanács székhelye a háromszor nagyobb lélekszámú Pilisen volt. A közös tanács elnöke 1985-től Balázsné Mihalcz Ilona, az egyik tanácselnök-helyettese és egyben nyáregyházi elöljáróság vezetője pedig Végvári József volt.
1990-től újra önállóan igazgathatja magát a település.

### Alapadatok
| Év   | Jelöltek | Részvétel |
| ---- | -------- | --------- |
| 1994 | 1        | 43%       |
| 1998 | 2        | 51%       |
| 2002 | 2        | 35%       |
| 2006 | 2        | 42%       |
| 2010 | 4        | 40%       |
| 2014 | 1        | 28%       |
| 2019 | 1        | 28%       |

A település lakóinak a száma 3 300 és 3 800 körül mozgott a rendszerváltás utáni negyedszázadban és 2010-ig választásról választásra nőtt. A község lélekszámából fakadóan a képviselő-testület létszáma előbb 11 fős volt, majd a 2010-es önkormányzati reformot követően 6 fős lett.
Többnyire több jelölt szállt versenybe a polgármesteri tisztségért és általában a hivatalban lévő vezető is indult a választásokon.
Az önkormányzati választásokon a választópolgárok kevesebb mint fele szokott szavazni. Az átlagos részvételi hajlandóság 40% körül mozgott, a legalacsonyabb 2014-ben és 2019-ben volt a választói kedv (28%-28%), a legmagasabb pedig 1998-ban (51%). (Az 1990-es választásokról nem állnak rendelkezésre részletes adatok.)
Időközi polgármester-választásra nem került sor.
| 1990 | szept.30. | 3 256 | (nincs adat) | (nincs adat) | (nincs adat) | (nincs adat) |
| 1994 | dec.11.   | 3 341 | 85           | 2 543        | 1 098        | 43,2%        |
| 1998 | okt.18.   | 3 448 | 107          | 2 670        | 1 357        | 50,8%        |
| 2002 | okt.20.   | 3 551 | 103          | 2 767        | 977          | 35,3%        |
| 2006 | okt.1.    | 3 748 | 197          | 2 961        | 1 244        | 42,0%        |
| 2010 | okt.3.    | 3 826 | 78           | 3 093        | 1 239        | 40,1%        |
| 2014 | okt.12.   | 3 706 | −120         | 3 032        | 864          | 28,5%        |
| 2019 | okt.13.   | 3 837 | 131          | 3 133        | 864          | 27,6%        |

## Választások
| \| 1990 \| |                                         |          |                 |
| Jelölt     | Jelölt                                  | Szavazat | Szavazat        |
|            | Lehoczki Pál SZDSZ-MDF                  | n.a.     | n.a.            |
|            | {{{jelölt2}}} –                         |          | {{{százalék2}}} |
|            | {{{jelölt3}}} –                         |          | {{{százalék3}}} |
|            | {{{jelölt4}}} –                         |          | {{{százalék4}}} |
|            | {{{jelölt5}}} –                         |          | {{{százalék5}}} |
|            | {{{jelölt6}}} –                         |          | {{{százalék6}}} |
|            | {{{jelölt7}}} –                         |          | {{{százalék7}}} |
|            | {{{jelölt8}}} –                         |          | {{{százalék8}}} |
|            | {{{jelölt9}}} –                         |          | {{{százalék9}}} |
|            | további jelöltekről nincs elérhető adat |          |                 |
|            |                                         |          |                 |
| 1990       |                                         |          |                 |

| \| 1994 \| \| Részvétel: 43% \| |                 |                |                 |
| Jelölt                          | Jelölt          | Szavazat       | Szavazat        |
|                                 | Lehoczki Pál –  | 1 020          | 100%            |
|                                 | {{{jelölt2}}} – |                | {{{százalék2}}} |
|                                 | {{{jelölt3}}} – |                | {{{százalék3}}} |
|                                 | {{{jelölt4}}} – |                | {{{százalék4}}} |
|                                 | {{{jelölt5}}} – |                | {{{százalék5}}} |
|                                 | {{{jelölt6}}} – |                | {{{százalék6}}} |
|                                 | {{{jelölt7}}} – |                | {{{százalék7}}} |
|                                 | {{{jelölt8}}} – |                | {{{százalék8}}} |
|                                 | {{{jelölt9}}} – |                | {{{százalék9}}} |
|                                 |                 |                |                 |
|                                 |                 |                |                 |
| 1994                            |                 | Részvétel: 43% |                 |

| \| 1998 \| \| Részvétel: 51% \| |                       |                |                 |
| Jelölt                          | Jelölt                | Szavazat       | Szavazat        |
|                                 | Kravecz Lászlóné MSZP | 760            | 56,8%           |
|                                 | Lehoczki Pál SZDSZ    | 577            | 43,2%           |
|                                 | {{{jelölt3}}} –       |                | {{{százalék3}}} |
|                                 | {{{jelölt4}}} –       |                | {{{százalék4}}} |
|                                 | {{{jelölt5}}} –       |                | {{{százalék5}}} |
|                                 | {{{jelölt6}}} –       |                | {{{százalék6}}} |
|                                 | {{{jelölt7}}} –       |                | {{{százalék7}}} |
|                                 | {{{jelölt8}}} –       |                | {{{százalék8}}} |
|                                 | {{{jelölt9}}} –       |                | {{{százalék9}}} |
|                                 |                       |                |                 |
|                                 |                       |                |                 |
| 1998                            |                       | Részvétel: 51% |                 |

| \| 2002 \| \| Részvétel: 35% \| |                         |                |                 |
| Jelölt                          | Jelölt                  | Szavazat       | Szavazat        |
|                                 | Kravecz Lászlóné MSZP   | 754            | 78,5%           |
|                                 | Mészáros Miklós Gábor – | 206            | 21,5%           |
|                                 | {{{jelölt3}}} –         |                | {{{százalék3}}} |
|                                 | {{{jelölt4}}} –         |                | {{{százalék4}}} |
|                                 | {{{jelölt5}}} –         |                | {{{százalék5}}} |
|                                 | {{{jelölt6}}} –         |                | {{{százalék6}}} |
|                                 | {{{jelölt7}}} –         |                | {{{százalék7}}} |
|                                 | {{{jelölt8}}} –         |                | {{{százalék8}}} |
|                                 | {{{jelölt9}}} –         |                | {{{százalék9}}} |
|                                 |                         |                |                 |
|                                 |                         |                |                 |
| 2002                            |                         | Részvétel: 35% |                 |

| \| 2006 \| \| Részvétel: 42% \| |                             |                |                 |
| Jelölt                          | Jelölt                      | Szavazat       | Szavazat        |
|                                 | Kravecz Lászlóné MSZP-SZDSZ | 867            | 70,8%           |
|                                 | Maszel László –             | 357            | 29,2%           |
|                                 | {{{jelölt3}}} –             |                | {{{százalék3}}} |
|                                 | {{{jelölt4}}} –             |                | {{{százalék4}}} |
|                                 | {{{jelölt5}}} –             |                | {{{százalék5}}} |
|                                 | {{{jelölt6}}} –             |                | {{{százalék6}}} |
|                                 | {{{jelölt7}}} –             |                | {{{százalék7}}} |
|                                 | {{{jelölt8}}} –             |                | {{{százalék8}}} |
|                                 | {{{jelölt9}}} –             |                | {{{százalék9}}} |
|                                 |                             |                |                 |
|                                 |                             |                |                 |
| 2006                            |                             | Részvétel: 42% |                 |

| \| 2010 \| \| Részvétel: 40% \| |                             |                |                 |
| Jelölt                          | Jelölt                      | Szavazat       | Szavazat        |
|                                 | Mészáros Sándor Fidesz-KDNP | 770            | 63,7%           |
|                                 | Fekete László Róbert –      | 168            | 13,9%           |
|                                 | Szakállas Lajos –           | 162            | 13,4%           |
|                                 | Mészáros Géza József –      | 108            | 8,9%            |
|                                 | {{{jelölt5}}} –             |                | {{{százalék5}}} |
|                                 | {{{jelölt6}}} –             |                | {{{százalék6}}} |
|                                 | {{{jelölt7}}} –             |                | {{{százalék7}}} |
|                                 | {{{jelölt8}}} –             |                | {{{százalék8}}} |
|                                 | {{{jelölt9}}} –             |                | {{{százalék9}}} |
|                                 |                             |                |                 |
|                                 |                             |                |                 |
| 2010                            |                             | Részvétel: 40% |                 |

| \| 2014 \| \| Részvétel: 28% \| |                             |                |                 |
| Jelölt                          | Jelölt                      | Szavazat       | Szavazat        |
|                                 | Mészáros Sándor Fidesz-KDNP | 751            | 100%            |
|                                 | {{{jelölt2}}} –             |                | {{{százalék2}}} |
|                                 | {{{jelölt3}}} –             |                | {{{százalék3}}} |
|                                 | {{{jelölt4}}} –             |                | {{{százalék4}}} |
|                                 | {{{jelölt5}}} –             |                | {{{százalék5}}} |
|                                 | {{{jelölt6}}} –             |                | {{{százalék6}}} |
|                                 | {{{jelölt7}}} –             |                | {{{százalék7}}} |
|                                 | {{{jelölt8}}} –             |                | {{{százalék8}}} |
|                                 | {{{jelölt9}}} –             |                | {{{százalék9}}} |
|                                 |                             |                |                 |
|                                 |                             |                |                 |
| 2014                            |                             | Részvétel: 28% |                 |

| \| 2019 \| \| Részvétel: 28% \| |                             |                |                 |
| Jelölt                          | Jelölt                      | Szavazat       | Szavazat        |
|                                 | Mészáros Sándor Fidesz-KDNP | 782            | 100%            |
|                                 | {{{jelölt2}}} –             |                | {{{százalék2}}} |
|                                 | {{{jelölt3}}} –             |                | {{{százalék3}}} |
|                                 | {{{jelölt4}}} –             |                | {{{százalék4}}} |
|                                 | {{{jelölt5}}} –             |                | {{{százalék5}}} |
|                                 | {{{jelölt6}}} –             |                | {{{százalék6}}} |
|                                 | {{{jelölt7}}} –             |                | {{{százalék7}}} |
|                                 | {{{jelölt8}}} –             |                | {{{százalék8}}} |
|                                 | {{{jelölt9}}} –             |                | {{{százalék9}}} |
|                                 |                             |                |                 |
|                                 |                             |                |                 |
| 2019                            |                             | Részvétel: 28% |                 |

| Áttekintő táblázat | Áttekintő táblázat         | Áttekintő táblázat         | Áttekintő táblázat         | Áttekintő táblázat | Áttekintő táblázat | Áttekintő táblázat | Áttekintő táblázat |
| Év                 | Megválasztott polgármester | Megválasztott polgármester | Megválasztott polgármester | Szavazat           | Szavazat           | Előny a 2. előtt   | Előny a 2. előtt   |
| Év                 | név                        | szervezet                  | szervezet                  | db                 | érv.%              | db                 | %                  |
| ------------------ | -------------------------- | -------------------------- | -------------------------- | ------------------ | ------------------ | ------------------ | ------------------ |
| 1990               | Lehoczki Pál               |                            | SZDSZ-MDF                  | (nincs adat)       | (nincs adat)       | (nincs adat)       | (nincs adat)       |
| 1994               | Lehoczki Pál               |                            | –                          | 1 020              | 100%               | –                  | –                  |
| 1998               | Kravecz Lászlóné           |                            | MSZP                       | 760                | 56,8%              | +183               | +14%               |
| 2002               | Kravecz Lászlóné           |                            | MSZP                       | 754                | 78,5%              | +548               | +57%               |
| 2006               | Kravecz Lászlóné           |                            | MSZP-SZDSZ                 | 867                | 70,8%              | +510               | +42%               |
| 2010               | Mészáros Sándor            |                            | Fidesz-KDNP                | 770                | 63,7%              | +602               | +50%               |
| 2014               | Mészáros Sándor            |                            | Fidesz-KDNP                | 751                | 100%               | –                  | –                  |
| 2019               | Mészáros Sándor            |                            | Fidesz-KDNP                | 782                | 100%               | –                  | –                  |

| Kiegészítő adatok | Kiegészítő adatok | Kiegészítő adatok | Kiegészítő adatok | Kiegészítő adatok | Kiegészítő adatok    | Kiegészítő adatok    |
| Év                | jelöltek száma    | HL?               | Rész- vétel       | Érvényes szavazat | Érvénytelen szavazat | Érvénytelen szavazat |
| ----------------- | ----------------- | ----------------- | ----------------- | ----------------- | -------------------- | -------------------- |
| 1990              | n.a.              | –                 | (nincs adat)      | (nincs adat)      | (nincs adat)         | (nincs adat)         |
| 1994              | 1                 | ✓                 | 43%               | 1 020             | 78                   | 7,1%                 |
| 1998              | 2                 | ✓                 | 51%               | 1 337             | 20                   | 1,5%                 |
| 2002              | 2                 | ✓                 | 35%               | 960               | 17                   | 1,7%                 |
| 2006              | 2                 | ✓                 | 42%               | 1 224             | 20                   | 1,6%                 |
| 2010              | 4                 | ✗                 | 40%               | 1 208             | 31                   | 2,5%                 |
| 2014              | 1                 | ✓                 | 28%               | 751               | 113                  | 13,1%                |
| 2019              | 1                 | ✓                 | 28%               | 782               | 82                   | 9,5%                 |

| Összehasonlító tábla (1994 óta) | Összehasonlító tábla (1994 óta) | Összehasonlító tábla (1994 óta) | Összehasonlító tábla (1994 óta) | Összehasonlító tábla (1994 óta) | Összehasonlító tábla (1994 óta) | Összehasonlító tábla (1994 óta) | Összehasonlító tábla (1994 óta) | Összehasonlító tábla (1994 óta) |
| Év                              | Polgármester-jelölt             | Polgármester-jelölt             | Polgármester-jelölt             | #.                              | Szavazat                        | Szavazat                        | Szavazat                        | Szavazat                        |
| Év                              | név                             | szervezet                       | szervezet                       | #.                              | db                              | jogosultak arányában            | szavazók arányában              | érvényes szavazatok arányában   |
| ------------------------------- | ------------------------------- | ------------------------------- | ------------------------------- | ------------------------------- | ------------------------------- | ------------------------------- | ------------------------------- | ------------------------------- |
| 1994                            | Lehoczki Pál                    |                                 | –                               | 1.                              | 1 020                           | 40,1%                           | 92,9%                           | 100,0%                          |
| 1998                            | Kravecz Lászlóné                |                                 | MSZP                            | 1.                              | 760                             | 28,5%                           | 56,0%                           | 56,8%                           |
| 1998                            | Lehoczki Pál                    |                                 | SZDSZ                           | 2.                              | 577                             | 21,6%                           | 42,5%                           | 43,2%                           |
| 2002                            | Kravecz Lászlóné                |                                 | MSZP                            | 1.                              | 754                             | 27,2%                           | 77,2%                           | 78,5%                           |
| 2002                            | Mészáros Miklós Gábor           |                                 | –                               | 2.                              | 206                             | 7,4%                            | 21,1%                           | 21,5%                           |
| 2006                            | Kravecz Lászlóné                |                                 | MSZP-SZDSZ                      | 1.                              | 867                             | 29,3%                           | 69,7%                           | 70,8%                           |
| 2006                            | Maszel László                   |                                 | –                               | 2.                              | 357                             | 12,1%                           | 28,7%                           | 29,2%                           |
| 2010                            | Mészáros Sándor                 |                                 | Fidesz-KDNP                     | 1.                              | 770                             | 25,3%                           | 62,1%                           | 63,7%                           |
| 2010                            | Fekete László Róbert            |                                 | –                               | 2.                              | 168                             | 5,5%                            | 13,6%                           | 13,9%                           |
| 2010                            | Szakállas Lajos                 |                                 | –                               | 3.                              | 162                             | 5,3%                            | 13,1%                           | 13,4%                           |
| 2010                            | Mészáros Géza József            |                                 | –                               | 4.                              | 108                             | 3,6%                            | 8,7%                            | 8,9%                            |
| 2014                            | Mészáros Sándor                 |                                 | Fidesz-KDNP                     | 1.                              | 751                             | 24,8%                           | 86,9%                           | 100,0%                          |
| 2019                            | Mészáros Sándor                 |                                 | Fidesz-KDNP                     | 1.                              | 782                             | 25,0%                           | 90,5%                           | 100,0%                          |

## Polgármesterek
| 1990-'94     | 1994-'98     | 1998-'02         | 2002-'06         | 2006-'10         | 2010-'14        | 2014-'19        | 2019-           |
| ------------ | ------------ | ---------------- | ---------------- | ---------------- | --------------- | --------------- | --------------- |
| Lehoczki Pál | Lehoczki Pál | Kravecz Lászlóné | Kravecz Lászlóné | Kravecz Lászlóné | Mészáros Sándor | Mészáros Sándor | Mészáros Sándor |
|              |              |                  |                  |                  |                 |                 |                 |
| SZDSZ- MDF   | –            | MSZP             | MSZP             | MSZP- SZDSZ      | Fidesz–KDNP     | Fidesz–KDNP     | Fidesz–KDNP     |
|              |              |                  |                  |                  |                 |                 |                 |